# Třídenní okupační stávka studentů 1968
Třídenní okupační stávka vysokoškoláků proběhla ve dnech 18. – 21. 11. 1968 na protest proti vývoji v zemi a ve společnosti po srpnové okupaci Československa vojsky Varšavské smlouvy. Seznam požadavků byl shrnut do tzv. „studentského desatera“, které bylo posláno politickým představitelům. 

## Přípravy
Dne 11. listopadu 1968 učinila apel českobudějovická Akademická rada vysokoškoláků, aby studentské organizace podpořili představitele Pražského jara. Vedení Svazu vysokoškolského studentstva Čech a Moravy oznámilo prohlášení o těchto 10 bodech:
1. Základnou naší politiky je Akční program KSČ, přijatý na dubnovém plénu ÚV KSČ.
2. Nedojde ke kabinetní politice, zejména se obnoví proud informací v obou směrech mezi občany a vedením, žádáme informovanost občanů.
3. Zavedení cenzury v hromadných sdělovacích prostředcích je dočasné a nebude trvat déle než půl roku.
4. Nesmí být dotčena svoboda shromažďovací a spolčovací.
5. Bude zaručena svoboda vědeckého bádání, literárního a kulturního projevu.
6. Osobní a právní jistoty občanů budou zaručeny.
7. Ti, kteří ztratili důvěru a nikdy dostatečně neobjasnili svá stanoviska, nebudou setrvávat ve funkcích.
8. Bude se pokračovat v ustavování podnikových rad pracujících jako orgánů podnikové samosprávy.
9. Bude zaručena svoboda výjezdů do zahraničí.
10. V zahraniční politice nesmí dojít k naší účasti na akcích, jež jsou v rozporu s Chartou OSN a Všeobecnou deklarací lidských práv.[2] [3]

14. listopadu příslušné státní orgány odmítly žádost Svazu vysokoškolského studentstva Čech a Moravy zorganizovat průvody na oslavu Mezinárodního dne studentů 17. listopadu. Univerzita Karlova na všech svých fakultách stejně jako ČVUT vyhlásily stav pohotovosti. Ve stejný den na Slovensku proběhlo zasedání parlamentu Svazu vysokoškolských studentů.

## Vyhlášení
Stávka byla vyhlášena 17. listopadu na shromáždění pražských vysokoškolských studentů, rozhodli se pro ni jak vysokoškolští studenti, tak i profesoři. Byl sepsán dopis pro studenty a rolníky v celém Československu. Přidali se k nim i studenti z Bratislavy, Brna, Liberce i z dalších vysokých škol.

## Průběh
18. listopadu čeští vysokoškolští studenti vstoupili do stávky v osm hodin ráno. Zapojilo se jich celkem 60 000. Usídlili se na fakultách se spacáky, spali v učebnách, byli podporováni zvenčí nehmotně slovy a hmotně třeba i vajíčky nebo pečivem. Bylo zajištěno jídlo. Stávka probíhala poklidně a organizovaně. Vstup byl na některých z nich oproti indexu - studentskému průkazu, aby se zabránilo vstupu záškodníků a stávkokazů. Hojně se diskutovalo, na některé školy zavítali činitelé KSČ, do Ostravy přijely debatovat o vnitropolitické situaci poslankyně Národního shromáždění Marie Miková, tajemnice KV KSČ Jarmila Němcová, na setkání byli přítomni i zástupci některých podniků. 
19. listopadu vedení vlády vydalo stanovisko, že stávkové akce studentů - bez ohledu na záměry jejich organizátorů - nepůsobí ke konsolidaci politických poměrů v zemi a narušují normální výchovný a vyučovací proces.
20. listopadu se ke stávce vysokoškoláků přidal i Svaz pražských středoškoláků. Kompletní vedení státu, tedy Vedení ÚV KSČ, vláda ČSSR, vedení Národního shromáždění ve svém společném prohlášení vyzvali občany, aby nepodporovaly stávku studentů a pokusy rozšířit stávku. Na VŠE v Bratislavě byla ukončena stávka zaměstnanců, pedagogů i studentů.
21. listopadu byla ukončena stávka ve 12 hodin. Stávky se zúčastnil i Jan Palach, čelnými studentskými představiteli stávky byli Martin Bojar, Michal Anděl a Čeněk Adamec. Třídenní stávka byla natočena a popsána studenty FAMU v čele s Milanem Maryškou, byla vydána i drobná publikace, jež je dochovaná v Národním archivu.

## Zhodnocení stávky
Studenti dostali na svou stranu veřejnost a také proběhl aktivní networking například s novináři či odborovými organizacemi. Hlavním úspěchem byla dle organizátorů samotná stávka a sjednocení studentů proti okupační moci a podpora veřejnosti. Předpokládaným cílem bylo přispění k udržení liberálního prostředí na univerzitách a vysokých školách.